# Riobamba
Riobamba, también conocida como San Pedro de Riobamba, es una ciudad ecuatoriana; cabecera cantonal del Cantón Riobamba y capital de la provincia de Chimborazo, así como la urbe más grande y poblada de esta. Se localiza al centro de la región Interandina del Ecuador, cerca del centro geográfico del país, rodeada de varios volcanes como el Chimborazo, el Tungurahua, el Altar y el Carihuairazo; en la hoya del río Chambo, en la orilla izquierda del río Chibunga, a una altitud de 2750 m s. n. m. y con un clima frío andino de 12 °C en promedio.
Es llamada «cuna de la nacionalidad ecuatoriana», «Sultana de los Andes» y «Ciudad de las Primicias». De acuerdo con el censo de 2022, la ciudad tenía una población de 177.213 habitantes, lo que la convierte en la duodécima ciudad más poblada del país. La ciudad es el núcleo del área metropolitana de Riobamba, que está constituida, además, por ciudades y parroquias rurales cercanas. El conglomerado alberga a más de 370.000 habitantes, siendo una de las principales conurbaciones de Ecuador.
La ciudad fue fundada el 9 de julio de 1575 cerca de la laguna de Colta. Tras un devastador terremoto en el año de 1797 quedó completamente destruida y se trasladó, en el mismo año, al lugar que ocupa hoy en día, convirtiéndose en la primera ciudad planificada del país. Es uno de los más importantes centros administrativos, económicos, financieros y comerciales del centro del país. Las actividades principales de la ciudad son la agricultura, el comercio, la ganadería y la industria.

## Historia

### Época Puruhá - Inca
En 1923, en un sitio llamado Chalán, cerca de Punín, a pocos minutos de Riobamba, se desenterró un cráneo humano considerado como el más antiguo encontrado en el Ecuador; se lo denominó "el hombre de Punín", con una antigüedad aproximada de 5000 años.

Aquí habitó el pueblo puruhá, mismo que desde tiempos ancestrales rindió culto al tayta Chimborazo y del que casi no quedan vestigios, pues en el proceso de expansión de la dominación Inca, hacia los años 1000 los Andes centrales fueron escenario de su asentamiento y expansión. En el Ecuador, los Incas anexaron la totalidad de la sierra a su imperio. En tiempos de Huayna-Cápac, previo a la llegada de los españoles, los puntos claves de la dominación Inca, se situaron en Tomebamba, capital residencial incaica, apoyado por sedes de un"mayordomo mayor" denominado "tocricoc". En el ámbito del ejercicio del poder este cargo tenía una función semejante a la de "gobernador de provincia", Para el sur del actual Ecuador el "tocricoc" se situaba en Latacunga, siendo Riobamba en la época uno de los "tambos".

### Época colonial
La ciudad de Riobamba fue fundada el 9 de julio de 1575 el Cap. Antonio de Rivera y don Ruy Díaz de Fuenmayor con el nombre de San Pedro de Riobamba. En 1589, en homenaje al Virrey don Fernando de Torres y Portugal, Conde del Villar don Pardo, se le cambió el nombre y se la llamó “Villa del Villar don Pardo”, pero este nombre fue olvidado rápidamente y se mantuvo el de Riobamba. Durante el virreinato fue una de las ciudades más grandes y bellas de Las Américas, tenía muchos edificios, iglesias con mucho esplendor y renombre cultural describiéndola:

La Villa había prosperado... tenía características señoriales y elegantes... contaba con todos los servicios públicos, políticos sociales y religiosos de las ciudades y villas importantes. Era el lugar solariego de muchos nobles  y caballeros de las principales órdenes de Caballerías
Daniel Pazmiño - Riobamba

El sábado 4 de febrero de 1797 un terremoto destruyó la ciudad. Año en el cual los antiguos habitantes de la ciudad, por motivos de reconstrucción, se mudaron a la actual llanura de Tapi que cumplía con las condiciones apropiadas para asentarse una planificada ciudad, la primera del Ecuador; con calles amplias, con un trazado uniforme y planificado, así como dotaciones de servicios y más segura frente a fenómenos naturales, con una envidiable vista panorámica natural, como un balcón para admirar a todos los volcanes y nevados que la rodean. El traslado estuvo a cargo del alcalde ordinario José Antonio de Lizarzaburu y el cacique indígena Leandro Sepla y Oro conjuntamente con Andrés Falconí y Vicente Antonio de León.
La ciudad se independizó el 11 de noviembre de 1820.

#### El terremoto de 1797
Riobamba es una ciudad nueva pero que no apareció de la nada, pues existió “como ciudad virreinal devastada por un cataclismo y en un pasado más remoto aparece como sede de una cultura precolombina llamada Purhuay”.
A su criterio, el cataclismo de 1797 no acabó con la ciudad, solamente lesionó su integridad física, y por tanto, sus manifestaciones culturales persisten. Como hecho significativo menciona que al nuevo asentamiento de Tapi se trajo restos de las ruinas de la ciudad virreinal y con ellas se edificó un monumento emblemático de la ciudad actual como es la Catedral.
Es importante anotar que las casas tradicionales de un piso, que aún se observan en la ciudad, son el testimonio de los sobrevivientes del terremoto, que al habitar Tapi, tomaron determinaciones importantes. “Para su asentamiento actual concurren factores derivados de la tragedia, se modifican las reglas de indias en su traza que, sigue siendo el damero virreinal, ensanchando sus calles por razones de seguridad en contra de los sismos y se legisla en el sentido de establecer alturas límites en la edificación
Sitios emblemáticos es el restaurante El Delirio, que funciona en la que fue casa del ilustre riobambeño Juan Bernardo de León. Fue edificada en 1813 y es famosa porque acogió a Simón Bolívar en su paso por la ciudad, en 1822. Elementos arquitectónicos como las altas paredes de bareque, los marcos de madera labrada de las ventanas, la caminería empedrada que cruza el jardín frontal, entre otros detalles, son originales. En el centro del jardín frontal se conserva la pileta original. Está rodeada de macetas con geranios y velas que se encienden en las noches. En el interior, el punto central de la decoración es una antigua chimenea situada en el centro de lo que fue la sala principal.

### Época republicana
En la época Colombiana, Riobamba fue una de las ciudades más importantes del Distrito Sur de la Gran Colombia. Este distrito era Gobernado por el primer ministro Juan José Flores, la sede de dicho Gobierno regional estaba en esta ciudad, en el lugar que actualmente ocupa el Colegio Maldonado, también llamado en esa época Casa Maldonado.
Diversos factores contribuyeron a que Riobamba, en la primera mitad del siglo XX adquiriera un desarrollo social, cultural y económico muy particular, que la convirtieron nuevamente en la tercera ciudad del país, con una población superior a los 20 mil habitantes. Durante esta época de oro, se consiguieron plasmar en realidades muchos adelantos urbanísticos como respuestas a las exigencias de la sociedad riobambeña.
Un factor trascendental para el desarrollo de la ciudad y de los pueblos de la provincia fue el paso del ferrocarril, La vía a la Costa iba hasta Guayaquil y la vía de la Sierra que la conectaba con Quito; desde los primeros años del siglo. Esta vía de enlace entre Costa y Sierra ocupó a bastante población riobambeña durante largos años.
Hubo también, desde comienzos del siglo, una migración extranjera de signo positivo para el fomento del comercio y otras actividades. En las primeras décadas, todos los aspectos de la vida urbana eran tratados y resueltos por la única entidad reguladora: el Municipio. La década del 20 -30 fue la más rica en estas manifestaciones. La estructura de la pequeña ciudad, circundada por quintas y haciendas, empezó a cambiar, especialmente entre 1910 y 1930. Se construyeron muchos edificios de gran calidad, de corte neoclásico y ecléctico. Comenzaron a formarse ciudadelas, mediante la urbanización de varias fincas. Un caso especial fue el de la ciudadela de Bellavista, iniciada en 1924 en terrenos que fueron de la hacienda "La Trinidad", adquirida por los hermanos Levi; siendo esta la primera ciudadela urbana y planificada del Ecuador.
En el aspecto urbanístico, se mejoraron calles y aceras, se formaron parques, levantaron monumentos, se proyectó la edificación de plazas y mercados. Toda esta actividad municipal reflejó una atención especial al desarrollo urbano.
La Sociedad Bancaria del Chimborazo fue, mientras subsistió, el motor de la vida económica y social de la sociedad riobambeña. Su quiebra a partir de 1926 originó una crisis financiera que dio al traste con el avance. Esta situación provocó un auge de la migración de personas y de familias a otras ciudades o al extranjero. Cuatro décadas duró el estancamiento de la ciudad, y que aún hoy se palpa, pero en menor magnitud. A partir de los años 70 Riobamba cobra un nuevo impulso y empieza una nueva etapa de desarrollo con otras características. Aparecen nuevos protagonistas de la vida social, se promueve un nuevo urbanismo, con el mejoramiento de calles y aceras, la construcción de edificios, la formación de nuevas urbanizaciones, plazas, mercados, centros comerciales y lugares de distracción.
La regeneración urbana impulsa desde la última década un auge importante de desarrollo. El diseño bulevar de sus avenidas y calles, así como parques, estación de trenes, restauración de edificaciones históricas y arquitectónicas, miradores, mejoramiento del tránsito, museos, centros comerciales y mercados, han ayudado con la inversión privada y la pública a buscar que la ciudad recupere el sitial que tenía hasta hace unos 30 años.

## Clima
El clima en Riobamba es por lo general frío y consta de dos estaciones, una húmeda y una seca. Los vientos en Riobamba pueden producir una sensación térmica de casi 0 °C en algunas épocas del año la máxima temperatura diaria puede alcanzar los 25 °C a 27 °C, rara vez se han registrado temperaturas por mayor de los 27 °C, en septiembre de 2009 se registró una temperatura récord de 29 °C.
| Parámetros climáticos promedio de Riobamba | Parámetros climáticos promedio de Riobamba | Parámetros climáticos promedio de Riobamba | Parámetros climáticos promedio de Riobamba | Parámetros climáticos promedio de Riobamba | Parámetros climáticos promedio de Riobamba | Parámetros climáticos promedio de Riobamba | Parámetros climáticos promedio de Riobamba | Parámetros climáticos promedio de Riobamba | Parámetros climáticos promedio de Riobamba | Parámetros climáticos promedio de Riobamba | Parámetros climáticos promedio de Riobamba | Parámetros climáticos promedio de Riobamba | Parámetros climáticos promedio de Riobamba |
| Mes                                        | Ene.                                       | Feb.                                       | Mar.                                       | Abr.                                       | May.                                       | Jun.                                       | Jul.                                       | Ago.                                       | Sep.                                       | Oct.                                       | Nov.                                       | Dic.                                       | Anual                                      |
| ------------------------------------------ | ------------------------------------------ | ------------------------------------------ | ------------------------------------------ | ------------------------------------------ | ------------------------------------------ | ------------------------------------------ | ------------------------------------------ | ------------------------------------------ | ------------------------------------------ | ------------------------------------------ | ------------------------------------------ | ------------------------------------------ | ------------------------------------------ |
| Temp. máx. abs. (°C)                       | 27                                         | 28                                         | 27                                         | 28                                         | 28                                         | 26                                         | 27                                         | 28                                         | 29                                         | 28                                         | 27                                         | 28                                         | 27                                         |
| Temp. máx. media (°C)                      | 20                                         | 21                                         | 20                                         | 20                                         | 19                                         | 19                                         | 19                                         | 19                                         | 19                                         | 21                                         | 20                                         | 20                                         | 19                                         |
| Temp. mín. media (°C)                      | 10                                         | 10                                         | 7                                          | 4                                          | 5                                          | 3                                          | 3                                          | 6                                          | 9                                          | 4                                          | 7                                          | 9                                          | 7                                          |
| Temp. mín. abs. (°C)                       | 1                                          | 1                                          | -2                                         | -4                                         | 0                                          | 0                                          | -3                                         | -1                                         | 2                                          | 0                                          | 0                                          | 1                                          | -2                                         |
| Fuente:                                    |                                            |                                            |                                            |                                            |                                            |                                            |                                            |                                            |                                            |                                            |                                            |                                            |                                            |

## Política
Territorialmente, la ciudad de Riobamba está organizada en cinco parroquias urbanas, mientras que existen 11 parroquias rurales con las que complementa el aérea total del Cantón Riobamba. El término "parroquia" es usado en el Ecuador para referirse a territorios dentro de la división administrativa municipal.
La ciudad y el cantón Riobamba, al igual que las demás localidades ecuatorianas, se rige por una municipalidad según lo previsto en la Constitución de la República. El Gobierno Autónomo Descentralizado Municipal de Riobamba, es una entidad de gobierno seccional que administra el cantón de forma autónoma al gobierno central. La municipalidad está organizada por la separación de poderes de carácter ejecutivo representado por el alcalde(sa), y otro de carácter legislativo conformado por los miembros del concejo cantonal.
La ciudad de Riobamba es la capital de la provincia de Chimborazo, por lo cual es sede de la Gobernación y de la Prefectura de la provincia. La Gobernación está dirigida por un ciudadano con título de Gobernador(a) de Chimborazo y es elegido por designación del propio Presidente de la República como representante del poder ejecutivo del estado. La Prefectura, algunas veces denominada como Gobierno Provincial, está dirigida por un ciudadano con título de Prefecto Provincial de Chimborazo y es elegido por sufragio directo en fórmula única junto al candidato viceprefecto. Las funciones del Gobernador son en su mayoría de carácter representativo del Presidente de la República, mientras que las funciones del Prefecto están orientadas al mantenimiento y creación de infraestructura vial, turística, educativa, entre otras.
La Municipalidad de Riobamba, se rige principalmente sobre la base de lo estipulado en los artículos 253 y 264 de la Constitución Política de la República y en la Ley de Régimen Municipal en sus artículos 1 y 16, que establece la autonomía funcional, económica y administrativa de la Entidad.

### Alcaldía
El poder ejecutivo de la ciudad es desempeñado por un ciudadano con título de Alcalde del Cantón Riobamba, el cual es elegido por sufragio directo en una sola vuelta electoral, sin fórmulas o binomios en las elecciones municipales. El vicealcalde no es elegido de la misma manera, ya que una vez instalado el Concejo Cantonal se elegirá entre los ediles un encargado para aquel cargo. El alcalde y el vicealcalde duran cuatro años en sus funciones, y en el caso del alcalde, tiene la opción de reelección inmediata o sucesiva. El alcalde es el máximo representante de la municipalidad y tiene voto dirimente en el concejo cantonal, mientras que el vicealcalde realiza las funciones del alcalde de modo suplente mientras no pueda ejercer sus funciones el alcalde titular.
El alcalde cuenta con su propio gabinete de administración municipal mediante múltiples direcciones de nivel de asesoría, de apoyo y operativo. Los encargados de aquellas direcciones municipales son designados por el propio alcalde. Actualmente, el alcalde de Riobamba es John Vinueza, elegido para el periodo 2023 - 2027.

### Concejo Cantonal
El poder legislativo de la ciudad es ejercido por el Concejo Cantonal de Riobamba el cual es un pequeño parlamento unicameral que se constituye al igual que en los demás cantones mediante la disposición del artículo 253 de la Constitución Política Nacional. De acuerdo a lo establecido en la ley, la cantidad de miembros del concejo representa proporcionalmente a la población del cantón.
Riobamba posee 11 concejales, los cuales son elegidos mediante sufragio (Sistema D'Hondt) y duran en sus funciones cuatro años pudiendo ser reelegidos indefinidamente. De los nueve ediles, ocho representan a la población urbana mientras que tres representan a las 11 parroquias rurales. El alcalde y el vicealcalde presiden el concejo en sus sesiones. Al recién instalarse el concejo cantonal por primera vez los miembros eligen de entre ellos un designado para el cargo de vicealcalde de la ciudad.

### División Política
El cantón se divide en parroquias que pueden ser urbanas o rurales y son representadas por los Gobiernos Parroquiales ante la Alcaldía de Riobamba. La ciudad tiene 5 parroquias urbanas:
- Lizarzaburu
- Maldonado
- Velasco
- Veloz
- Yaruquíes

## Demografía

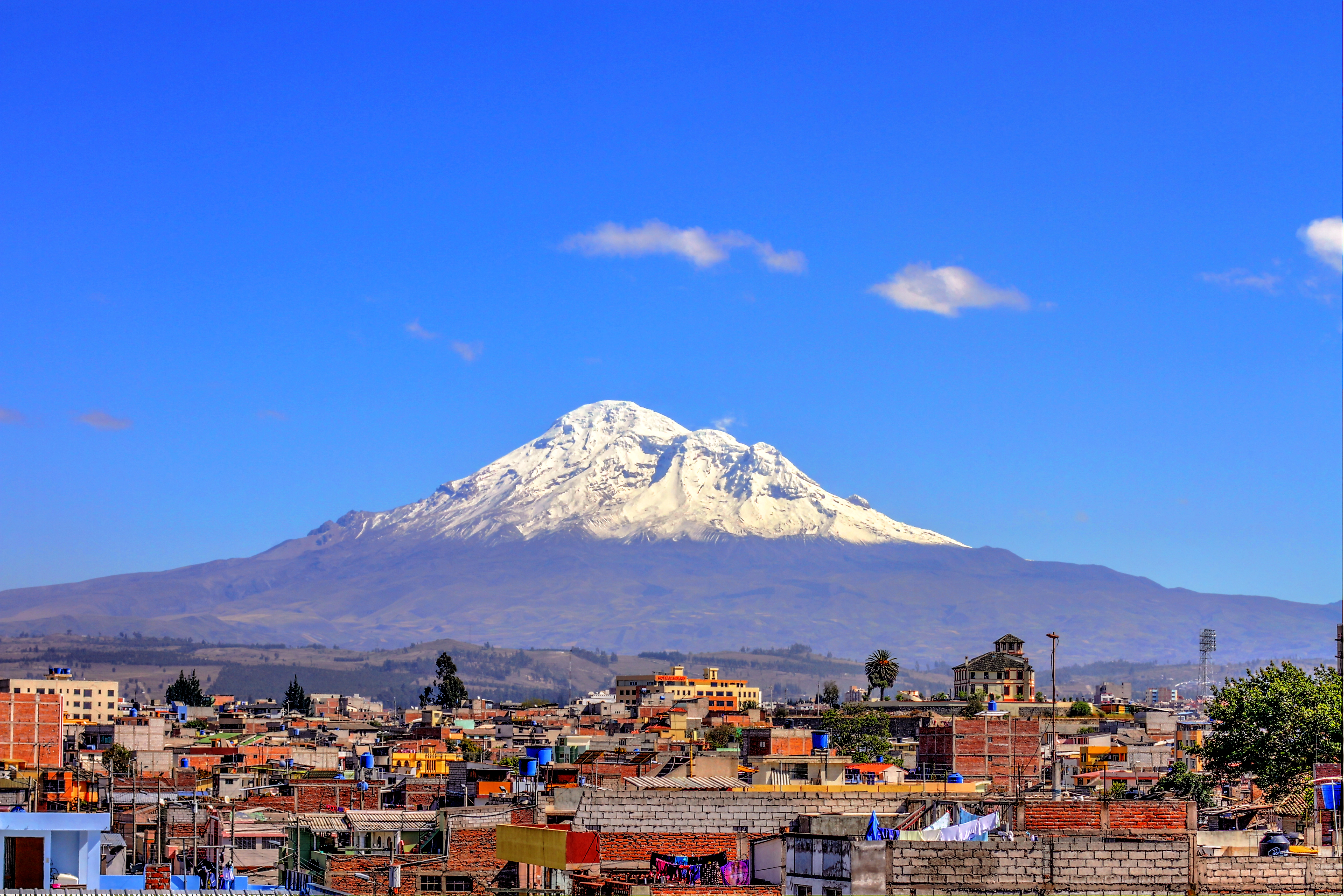
El volcán Chimborazo visto desde Riobamba

La demografía de la ciudad, entendida como área urbana del cantón Ríobamba, se caracteriza por un gran crecimiento poblacional. En el año 2015, la ciudad en su aglomeración urbana llegaba a 246 891 habitantes. La ciudad, en los últimos años, ha pasado de expandirse hasta fusionarse con parroquias rurales como Lican y San Luis, así como extenderse en zonas amplias en el cantón Guano, entre algunos de esos sectores de urbanización en desarrollo se halla el Cisne, Langos, Ciudad Balboa, 10 de diciembre, etc.
Otra consideración de Riobamba es haber pasado a constituirse en una zona metropolitana, algo no siempre visto en ciudades medianas, puesto que los habitantes del Guano, Chambo, Colta, parroquias como Licto, San Gerardo, Calpi, entre otros, que no superan en ningún caso viajes superiores a 15 minutos hacia Riobamba, han hecho que el comercio que es una característica típica de la ciudad, así como en trabajos comunes, educación, salud, etc, convierta a Riobamba en un centro de negocios, empleo y estudio de todas estas poblaciones. Dicha población flotante del área metropolitana hace que la ciudad llegue a los 265 000 habitantes.
La población de Riobamba se ha caracterizado por un constante flujo de migración a la que se ha sometido; esta ha variado los índices de las diferentes etnias en la ciudad. Desde su fundación, la ciudad se compuso por descendientes de europeos e indígenas, poco a poco esa visión cambió y en la actualidad se distingue en las calles personas blancas, mestizas e indígenas; la presencia indígena es mayoritaria. La mayor migración llegó del resto del país, y más aún con la fundación de varias universidades en la ciudad que con el prestigio que ganaron en su calidad de estudio son los mayores aportantes a la actual población flotante de la ciudad. Actualmente se estima que más de 15 000 personas de fuera, estudian y viven hoy en la ciudad.

## Transporte
Un problema evidente en las principales ciudades del país, es el considerable aumento del parque automotor y Riobamba no podía ser la excepción, ya que se estima que por las calles y avenidas de la ciudad transitan 50.000 vehículos a diario, generando caos y congestión en varias zonas, principalmente en horas consideradas pico.
Sea para beneficio o no, la ciudad cuenta con una amplia red de vías de primer orden asfaltadas en su totalidad dentro de su perímetro urbano, que ayudado con sus amplias calles y avenidas así como su orden urbanístico, le permiten poseer una amplia red de transporte público entre buses y taxis de primer orden. Esto se conjuga con sus bajos precios, es así que la carrera de taxi tiene el valor que va desde 1 dólar hasta 4 dólares dentro de su perímetro urbano dependiendo de las distancias y de un máximo de 25 centavos por persona en autobuses urbanos, los cuales recorren toda la ciudad y sectores suburbanos inclusive. El viaje en tren desde la ciudad de Riobamba cuesta 11 dólares por persona, para las 5 horas aproximadas que dura el viaje hasta la Nariz del Diablo.
Existen varias compañías de alquiler de buses, busetas, automóviles, bicicletas, etc., así como tours organizados por compañías de turismo locales y nacionales, dentro de la ciudad y hacia los cantones aledaños, tales como: Chambo, Guano, Cajabamba, Penipe, Chunchi, Alausí, entre otros. Las vías de acceso tanto al norte como al sur son de primer orden.
El tiempo de viaje desde Riobamba a otras ciudades son los siguientes:
- Hacia Quito dura entre 3h00 en automóvil hasta 3h30 en autobús.
- Hacia Guayaquil dura entre 3h30 en automóvil hasta 4h00 en autobús.
- Hacia Cuenca dura entre 4h00 en automóvil hasta 4h30 en autobús.
- Hacia Loja dura entre 8h00 en automóvil hasta 8h30 en autobús.
- Hacia Ambato dura entre 40 min en automóvil hasta 50 min en autobús.
- Hacia Latacunga dura entre 1h30 min en automóvil hasta 2h00 en autobús.[12]
- Hacia Guaranda dura entre 1h15 min en automóvil hasta 1h30 en autobús.
- Hacia Baños dura entre 1h30 en automóvil hasta 1h40 en autobús. (esto debido a que se halla aún en construcción la nueva carretera directa con la que se logrará 40min en automóvil y hasta 50min en autobús)
- Hacia Esmeraldas dura entre 8h00 en automóvil hasta 9h00 en autobús.
- Hacia Salinas dura entre 5h00 en automóvil hasta 6h00 en autobús.
- Hacia Macas dura entre 2h00 en automóvil hasta 3h00 en autobús.
- Hacia Manta dura entre 7h00 en automóvil hasta 7h30 en autobús.

Riobamba cuenta con un aeropuerto ubicado al norte de la urbe, que es necesario para la llegada de autoridades, el envío y recepción de carga de importación o exportación que usa este servicio.
El Terminal Terrestre de Riobamba es uno de los principales puntos de transporte interprovincial de la región central del Ecuador. Ubicado estratégicamente en la ciudad de Riobamba, conocida como la "Sultana de los Andes", este terminal conecta a los viajeros con destinos en todo el país, incluyendo Quito, Guayaquil, Cuenca, Ambato y más. Ofrece una amplia gama de servicios que incluyen boleterías, áreas de espera, locales comerciales y servicios sanitarios, garantizando comodidad y seguridad a sus usuarios. Además, es un punto clave para el transporte hacia comunidades rurales y áreas turísticas cercanas, como el volcán Chimborazo y la Avenida de los Volcanes. Su operación contribuye significativamente al dinamismo económico y social de la región.

## Educación
La ciudad cuenta con buena infraestructura para la educación, tanto pública como privada. La educación pública en la ciudad, al igual que en el resto del país, es gratuita hasta la universidad (tercer nivel) de acuerdo a lo estipulado en el artículo 348 y ratificado en los artículos 356 y 357 de la Constitución Nacional. Varios de los centros educativos de la ciudad cuentan con un gran prestigio. La ciudad está dentro del régimen Sierra por lo que sus clases inician los primeros días de septiembre y luego de 200 días de clases se terminan en el mes de julio.
Riobamba posee varias instituciones educativas de alto nivel y reconocimiento a nivel nacional en calidad académica tanto públicas, privadas y fiscomisionales, las primeras en ser fundadas en la ciudad fueron: la Unidad Educativa Salesiana "Santo Tomás Apóstol de Riobamba", la Unidad Educativa "San Felipe Neri", Colegio Nacional Experimental Pedro Vicente Maldonado, Instituto Tecnológico Superior "Carlos Cisneros", Instituto Superior Riobamba, Instituto Superior Isabel de Godín.

### Educación universitaria
En la ciudad existen varias instituciones de educación superior catalagodas entre las mejores del país como: La Escuela Superior Politécnica de Chimborazo ESPOCH, La Universidad Nacional de Chimborazo UNACH, La Universidad San Francisco de Quito (sede Riobamba) por medio del Instituto de Lenguas extranjeras y La Universidad Regional Autónoma de los Andes Uniandes (sede Riobamba). En educación a distancia se destaca la Universidad Nacional de Loja, la Escuela Superior Politécnica del Ejército (ESPE), La Universidad Técnica Particular de Loja (UTPL) entre otras.
En institutos de Educación pos bachillerato Riobamba se destaca por ser la tercera ciudad con más institutos superiores así como su provincia a nivel Superior o mayor, después de Quito y Guayaquil.
Riobamba fue nombrada en el año 2011 como  “Ciudad Politécnica, Universitaria y Tecnológica del Ecuador”  por la Asamblea Nacional en mérito al número y calidad de universidades, institutos y estudiantes cursando sus estudios superiores. Al mismo tiempo que Cuenca, siendo con esta las dos únicas ciudades con esta categoría a nivel nacional. Lo que permitirá desarrollarse con fondos y administraciones especiales que permita obtener adecuaciones educativas como residenciales estudiantiles, cobertura total de wi-fi (Conexión a internet sin alambres), facilidades en movilización, alimentación, acceso a información, modernización y aumento de bibliotecas, áreas de investigación, proyectos de pasantías, convenios internacionales, zonas de distracción y esparcimiento cultural y deportivo, proyectos microempresariales, ferias nacionales e internacionales relacionadas, etc.

## Artes y Cultura
Riobamba es una ciudad donde las culturas indígenas y mestizas han convivido históricamente, pero en el desarrollo de las artes, las segundas han resaltado debido al limitado acceso a la educación según las clases sociales.
Isabel Odonais más conocida como Isabel de Godín, fue una riobambeña de familia acaudalada que se casó con Jean Godin des Odonais y que por encontrarse en Francia con él, viajó a Guyana a través del río Amazonas, aventura que luego contaría en textos que la convirtieron en una escritora destacada en la época.
El artista argentino y ganador del Premio Nobel de la Paz, Adolfo Pérez Esquivel pintó el mural "El Cristo del Poncho y los Pueblos Latinoamericanos" en honor a los pueblos indígenas y se encuentra en la catedral de Riobamba.
Bolivar Echeverría fue uno de los filósofos más destacados de América Latina, aunque nació en Riobamba, hizo su carrera en México, país que lo acogió y le dio la nacionalidad. Fue profesor emérito de la Facultad de Filosofía y Letras de la Universidad Autónoma de México. Fundador de revistas culturales, investigador del [[existencialismo, la teoría crítica a la modernidad capitalista. 
Religión

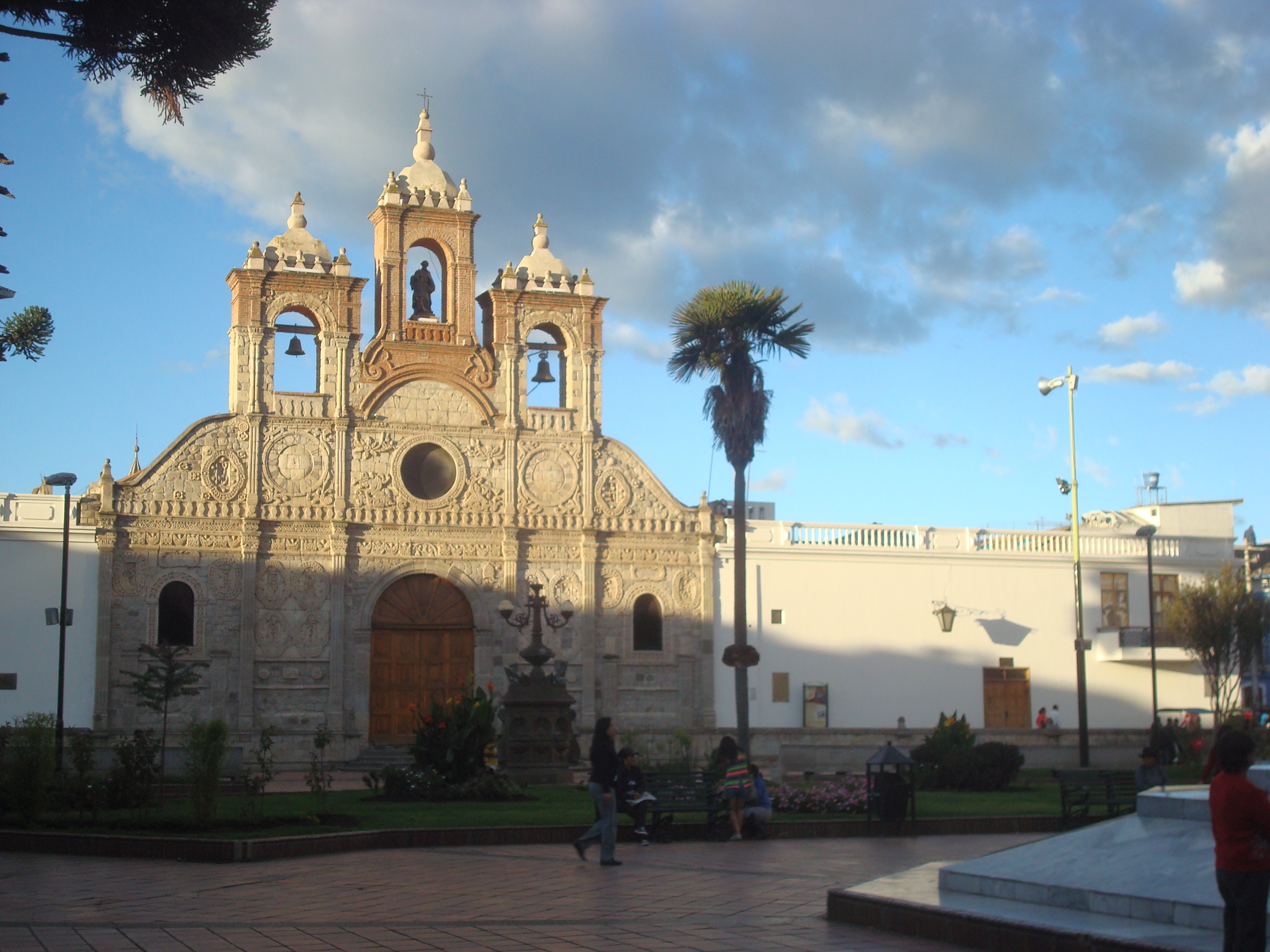
Catedral de San Pedro, fachada tallada en piedra que data de 1835.

Si bien existe la libertad de cultos y una tolerancia hacia la misma libertad de cultos en la ciudad, se debe recalcar que en Riobamba predomina la religión católica y eso se refleja en su cultura, fuertemente destacada por los ritos y tradiciones que se celebran año tras años como las festividades del Corpus Cristi, El niño Rey de Reyes, procesión del Señor del Buen Suceso, realizada todos los martes santos con la participación de todas las instituciones de la ciudad, la gran mayoría de la población y la estatua del Señor del buen Suceso y que recorre varias calles de la ciudad; Los pases del niño en Navidad, costumbre arraigada en su población por la devoción demostrada por los riobambeños en los diversos desfiles de disfrazados, como payasos, diablitos, sacharunas, curiquingues, carros alegóricos y comparsas.
Sin duda el más destacado de los obispos de Riobamba ha sido Monseñor Leonidas Proaño, educador, teólogo, escritor nacido en San Antonio de Ibarra, cuyo activismo por los Derechos humanos le valió una candidatura al Premio Nobel de la Paz. Conocido como el "obispo de los indios", por su incansable trabajo en favor de las comunidades indígenas del Ecuador, a quienes siempre vio oprimidas, explotadas y sin derechos en una tierra dominadas por las élites sociales después de la colonia. 
"Para mí, un indio vale más que la catedral " es una de las icónicas frases que pronunció ante la alta sociedad riobambeña que soñaba construir una catedral más grande e imponente. Fue uno de los mayores representantes de la teología de la liberación en Latinoamérica por su interés en la Doctrina social de la iglesia por ello era mal visto por los gobiernos de derecha. Fue un impulsor de la lectura, de las luchas y organización para la reforma agraria, la creación de la Confederación de Nacionalidades Indígenas del Ecuador CONAIE y de medios de comunicación comunitarios como: Escuelas Radiofónicas Populares. 

### Gastronomía
Riobamba ofrece una gran variedad gastronómica para todos los gustos y paladares. entre los cuales podemos mencionar: el cerdo hornado, conocido simplemente como hornado de Riobamba con fama nacional; el ceviche de chochos, la fritada, tortillas de maíz, yaguarlocro, empanadas de morocho, llapingachos, cariuchos, ceviche de chochos, el que se ha convertido en un plato de consumo diario de sus habitantes, realizado con el cuero u oreja del puerco en achiote; y el pan.
La Sultana de los Andes tiene sus propios platos típicos como el caldo de patas, el ají de cuy, los quesillos, el cauca, en dulce de frutas, guayaba, membrillo y manzana; los dulces de leche, las cholas de Guano, panes chicos elaborados con harina de trigo, panela, moyuelo y manteca de chancho; entre las bebidas tenemos la deliciosa chicha, harina de maíz fermentado; las canelitas, compuesto de agua hervida con azúcar, canela y licor; mistelas, compuestos de jugos, azúcar y esencias con licor.

#### Comida típica de Riobamba
Algunos de los platos más distintivos de esta ciudad son:
- Hornado: se trata de un plato que contiene carne de cerdo hornado con mote y lechuga en jugo avinagrado, papas horneadas con la carne de chancho, tajas de aguacate, y ají criollo. O si prefiere acompañe con tostado, maduro y arroz. El mismo que puede ser degustado en (el Centro Comercial la Condamine, el mercado la Merced, o en el más conocido que se ubica en la salida a San Luis.)
- Ceviche de Chochos: consiste en una ensalada hecha con cebolla, tomate, sal, limón, aceite, cilantro, cuero y chochos. Se puede acompañar con una porción de tostado. Puede encontrarse en Villa María, El coliseo o en muchos otros lugares, la sazón puede cambiar pero el crisma de su gente siempre estará presente.
- Tortillas con Caucara: su elaboración consiste en aplastar las papas como para puré solo que más consistente para la masa, aparte se sancocha la carne con aliños y un poco de agua para el relleno, se sirve acompañado con aguacate y ensalada.

Entre la bebidas típicas de Riobamba más conocidas están: las mistelas de sabores, otras como canelazo o (canelas), chicha de huevo, leche de tigre, el canario y otras. Entre las bebidas sin alcohol se destacan los famosos "rompenucas" que son jugos con hielo del Chimborazo.
Postres riobambeños
- Empanadas de morocho: son crujientes y rellanas de carne, huevo duro, zanahoria y alverja. Se pueden acompañar con diversas bebidas como: café, agua aromática o gaseosa. estos son muy comunes que pueden encontrarse en muchos sectores de a ciudad.
- Otras comidas: Riobamba ofrece una gran variedad gastronómica para todos los gustos y paladares. Entre los cuales podemos mencionar: fritada, tortillas de maíz, yaguarlocro, llapingachos, cariuchos, pan, entre otros., todos estos manjares se logran encontrar en los mercados tales como: San Alfonso; La Merced, Condamine,San Francisco, y en muchos otros lugares, un día perfecto para degustarlo sería un día sábado puesto que es el día con mayor comercio dentro de la ciudad. esto no quiere decir que no encontraras estos platillos ente semana.

### Museos
Existe también una serie de museos en los que se destaca el Museo de la Ciudad, el Museo y Centro Cultural de Riobamba, el museo del colegio Pedro Vicente Maldonado, el museo de las madres conceptas (de Arte Religioso de la Concepción), entre otros.

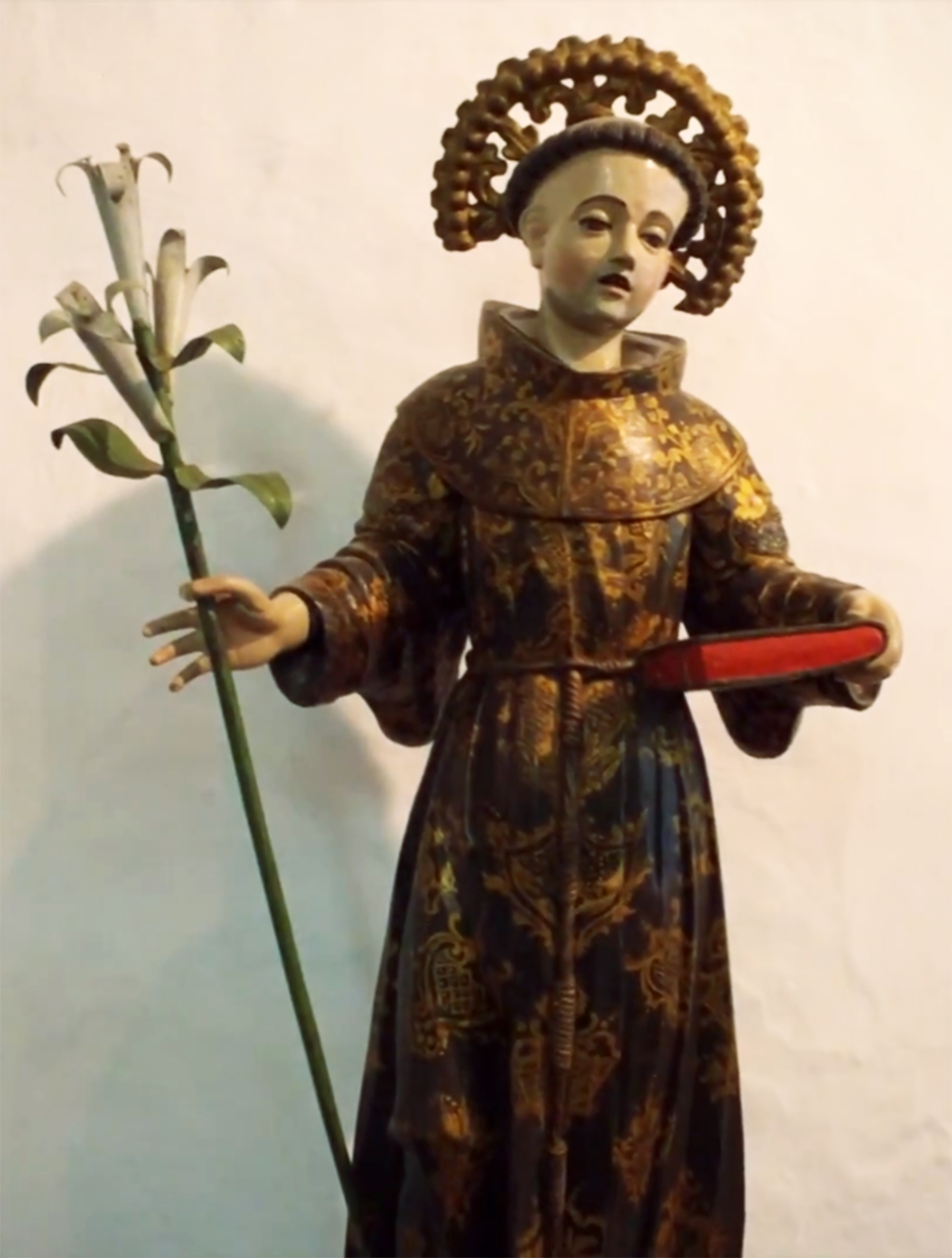
Escultura en madera de 'San Antonio de Padua' del (Autor Anónimo); muestra del Museo de Arte Religioso de la Concepción

- Museo de la Concepción: Es uno de los museos más importante de Riobamba, fue construido y remodelado entre los años 1630 a 1887 por lo que se aprecia diferentes estilos arquitectónicos predominando el renacentista y alberga una de las colecciones de tesoros históricos religiosos más importantes del país. Se destacaba la Custodia de la Ciudad, considerada patrimonio religioso colonial del país; que lastimosamente, a pesar del gran valor económico y cultural que tenía, nunca fue tomada en cuenta por las autoridades en cuanto a seguridad y fue robada, el 13 de octubre del 2007, junto a una custodia menor, el cetro, el manto y la corona de la Virgen de Sicalpa. En febrero del 2008 se recuperó una parte de la custodia en Colombia que se encuentra de nuevo en exhibición en el museo. Esta edificación fue construida y remodelada a lo largo de dos siglos y medio por lo cual tiene algunos estilos predominando el renacentista por comenzar en la época colonial conformado por varios pabellones que rodean un patio central que conecta varios cuartos para cumplir un organigrama complejo colineal dando espacios amplios y relacionados  que cumpla con las necesidades de las congregaciones religiosas, los cuartos se conforman por paredes de adobe con un grosor de tres metros, y una única ventana que no cumplía como principal función de iluminar las habitaciones sino para que la hermanas conceptas puedan orar y descansar a lo largo de su vida diaria.

- Museo y Centro Cultural Riobamba: Conformado por un Museo Arqueológico de la Sierra Central y una Sala de Arte Colonial, pasajes de la vida de Monseñor Leonidas Proaño, Manuela León, entre otros.

- Museo Paquita Jaramillo: Ubicado en la Casa de la Cultura, contiene más de 580 piezas arqueológicas que corresponden a las culturas: Valdivia, Chorrera, Bahía, Guangala, Tuncahuán, Panzaleo, Manteña, Carchi, Jama-Coaque, Tolita y Puruhá.

- Museo Cultural Fernando Daquilema: Ubicado en la Casa de la Cultura, exhibe un nuevo concepto de museo, el museo vivo. EtnoCultural y representativo de espacios y tiempos.

- Museo de la Ciudad: El museo está ubicado en uno de los más sobrios y bellos conjuntos urbano-arquitectónico, del más puro estilo republicano ecuatoriano, como es el caso del Parque Maldonado y su entorno inmediato. Ocupa una de las edificaciones emblemáticas, que testimonian el esplendor alcanzado por la ciudad en la década de los años veinte del siglo XX.

- Museo Didáctico de Ciencias Naturales del Colegio Pedro Vicente Maldonado: Se exhiben varios nichos ecológicos del paisaje andino y restos arqueológicos de las culturas: Tuncahuán, San Sebastián y Macají.

## Plazas y Parques
La urbe de Riobamba tiene varios espacios verdes que ayudan con el ornato de la ciudad, posee varias plazas y parques que constituye la riqueza arquitectónica de la urbe.
- Plaza Roja: Es conocida también como Plaza Artesanal la Concepción donde Los Saraguro de Loja, los Salasaca de Tungurahua, los Otavalo de Imbabura, y los Puruháes de Chimborazo, comercializan sus productos que son artesanías y prendas de vestir tradicionales de los pueblos andinos.

- Parque Maldonado: Está levantado frente a la Iglesia Catedral, es la Plaza Mayor de la ciudad. La construcción de la urbe tuvo como eje este sitio a partir del cual se delinearon calles, plazas y manzanas (proceso de reasentamiento y traslado de Riobamba, 1799). Concentra a su alrededor edificios patrimoniales en donde está la administración eclesiástica, municipal y gubernamental.

- Parque Sucre: El primer nombre con el cual se designó este espacio público fue “Plaza de Santo Domingo”, dada a la cercanía existente con el Convento de los Dominicos. El 28 de junio de 1913 se inaugura el servicio de agua potable, paralelamente las fuentes y piletas de la ciudad, en el centro se encuentra el dios Neptuno. Años más tarde se establece el nombre definitivo del parque en homenaje al Mariscal Antonio José de Sucre, artífice de la Batalla de Riobamba.

- Parque La Libertad: Está ubicado frente a la Basílica del Sagrado Corazón de Jesús. En el sitio estaba el antiguo Seminario Conciliar; en 1895 fue destinado para el cuartel, siendo abandonado en 1902. El 14 de octubre de 1914 la Junta Conciliar “in temporalibus” de la Iglesia de Riobamba, aprueba la negociación del terreno con el Cabildo en 20 mil Sucres.

- Parque Guayaquil: Fue construido desde 1941 y se inauguró el 21 de abril de 1951; es amplio espacio verde, tiene una laguna artificial con piletas que le dan movimiento, se ubica al noroccidente de la urbe, circundado por las avenidas Daniel León Borja, Carlos Zambrano, Unidad Nacional y Primeras Olimpiadas.

- Parque Ecológico: La escultura de Monseñor Leonidas Proaño da la bienvenida al parque Lineal o parque Ecológico es un lugar de encuentro familiar, a orillas del río Chibunga, tiene un entorno de naturaleza, canchas de básquet, fútbol, un gimnasio a cielo abierto, juegos infantiles, espacios de descanso.

- Plaza Eloy Alfaro: La estación del Tren de Riobamba, es una plaza artesanal Alfaro conformado por 16 stands; en las que se elaboran productos artesanales con materia prima como: fibras vegetales, madera, cerámica, joyas, se ubica en la Av. Daniel León Borja y Carabobo

## Iglesias y Templos
La belleza de las iglesias y templos  que posee Riobamba son espacios propuestos para que los visitantes puedan conocer estos lugares.
- Catedral de Riobamba: Iglesia Matriz cuyo apogeo de construcción fue en 1835 bajo la dirección del sacerdote José María Freile, guarda vestigios de la Riobamba Colonial. En su fachada están representados los misterios del cristianismo, trabajados en dibujos en relieve sobre piedra blanca calcárea.

- Capilla Santa Bárbara: La capilla fue el lugar donde se encontraba la pila bautismal de la Iglesia Matriz de Riobamba y en ella se venera a Santa Bárbara, “abogada contra los rayos y los terremotos”. También es conocida como la “Capilla del Sagrario”.

- Iglesia La Concepción: En Riobamba este templo de estilo neogótico se destacan las ventanas en forma de ojivas y diseño en piedra y ladrillo visto. El oratorio del “Señor de la Justicia”, al cual se le atribuyen milagros, recibe la visita cotidiana de los riobambeños.

- Basílica del Sagrado Corazón de Jesús: En su interior se aprecia una rotonda y en el centro se ubica la cúpula principal rematada con una cruz. Sobre la fachada principal se levanta la estatua de Cristo Rey. Única en su estilo en el país. A raíz de la consagración de la República al Sagrado Corazón de Jesús, nació la idea de construir una Basílica Nacional por iniciativa del P. Manuel José Proaño. Emprendida la tarea, los riobambeños comenzaron a acarrear desde el río Chibunga piedras para los cimientos, así como de otros lugares cercanos a la ciudad de Riobamba.

- Iglesia La Merced: El templo de la Merced se encuentra bajo la congregación salesiana, su patrona es la Virgen de las Mercedes. Formado por dos columnas a los ectremos de la entrada, las cuales unifican un frontón en cuyo punto más alto se ubica la estatua de la Virgen María Auxiliadora; posee un altar de madera tallada y pinturas en el techo.

- Iglesia San Antonio de Pudua: También conocida como la Iglesia de la Loma de Quito tiene una arquitectura espectacular, donde se destaca la imagen del Señor de Gran poder y la Inmaculada Concepción. En el sitio de la famosa "Batalla de Tapi", se eleva actualmente la hermosa iglesia se encuentra ubicada en la cima de la Loma de Quito, y es regentada por los padres Franciscanos. En su construcción, se destaca sus cúpulas, los cuadros interiores pintados por artistas españoles, italianos y ecuatorianos.

- Iglesia San Francisco: Templo cuyos murales exteriores fueron realizados por Eloy Narea en 1961, en su fachada principal destacan dos pinturas de San Francisco, en su interior reposan dos figuras; a la izquierda Santa Clara de Asís, y a la derecha San Francisco.

- Iglesia San Alfonso: El templo de San Alfonso se destaca por su arquitectura con influencia neogótico y romano, en sus torres se pueden observar las imágenes de la Virgen del Perpetuo Socorro y el monumento a San Alfonso.

- Capilla del Sacrilegio: Iglesia del colegio San Felipe Neri. En esta capilla tuvo lugar el sacrilegio del 4 de mayo de 1897 perpetrado por las tropas alfaristas y el asesinato del Rector P. Emilio Moscoso S.J.

## Economía

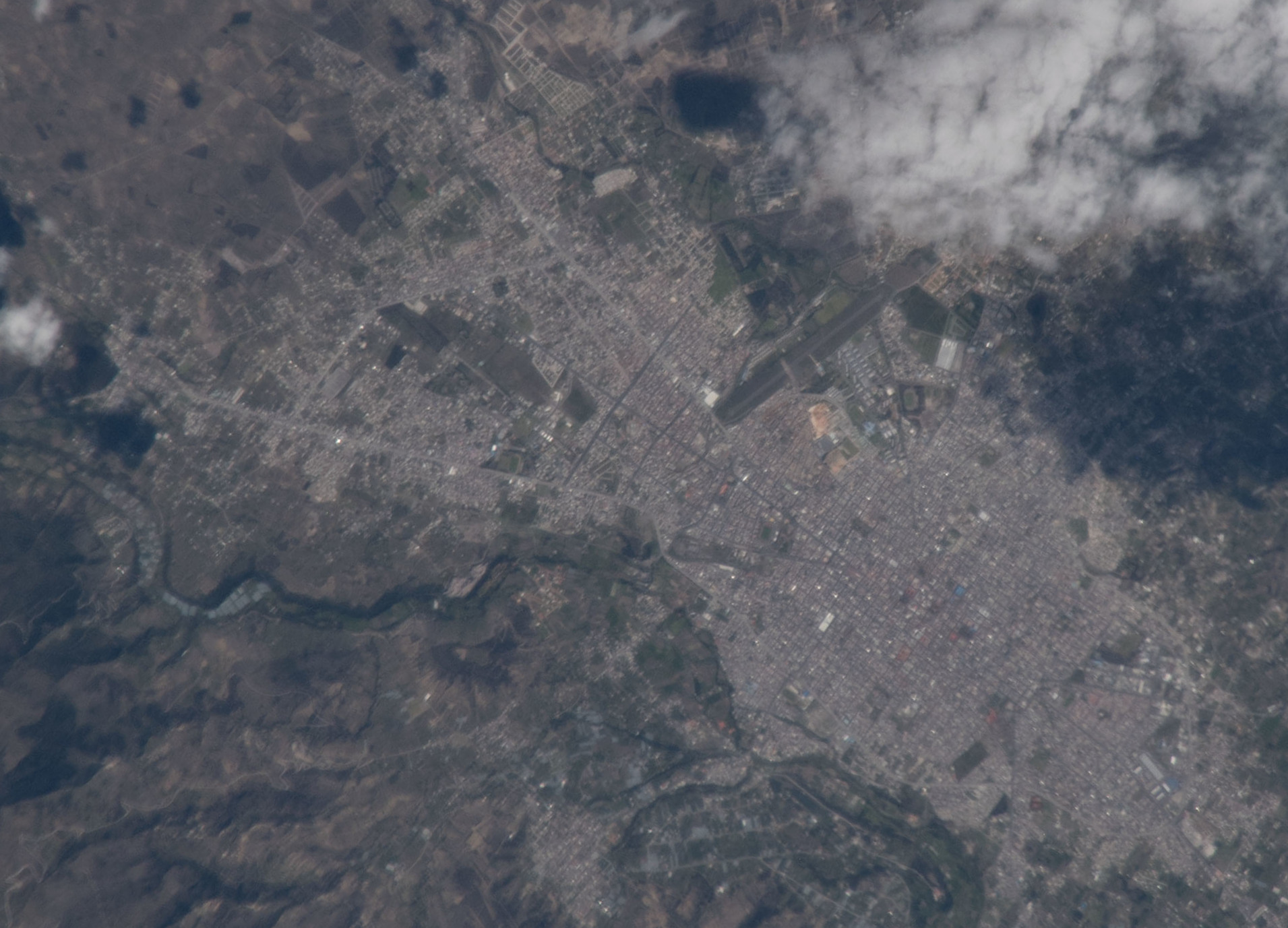
Vista aérea de la ciudad de Riobamba.

La economía de Riobamba se basa en parte de la producción agrícola y de ella se realizan grandes ferias de productos varios días a la semana pero principalmente los días sábados en los mercados: La Merced, La Condamine, San Alfonso, Mayorista, Oriental, Santa Rosa, San Francisco, La Esperanza, Dávalos.
Sin embargo en la ciudad también existe la presencia de industrias como de: cerámica, cementeras, lácteos, madereros, molineras, elaborados de construcción, piezas automotrices, turismo, ensamblaje de computadores, fabricación de hornos, techos, tuberías, entre otros.
A la par de las principales ciudades del País, Riobamba ha evolucionado en la conexión a internet, quienes han llevado a la ciudad a poseer una cobertura total ayudado con la expansión de enlaces Wi-Fi y demás servicios inalámbricos. El Gobierno Municipal de Riobamba, ha sido reconocido a nivel Nacional por su Agenda Digital, la cual se viene implementando con gran éxito, actualmente existen 132 puntos de acceso wi-fi gratuitos, los cuales sumados a la app Riobambamovil, disponible en IOS y Android, han permitido acercar los servicios al ciudadano digital.
En noviembre de 2011, fue inaugurado en la ciudad el Centro Comercial " El Paseo Shopping Riobamba", el más grande de la provincia y que cuenta con concesionarios de marcas comerciales muy importantes en el país.
En marzo del 2013, se inaugura otro centro comercial, con el nombre de " Multiplaza Riobamba", el cual también cuenta con concesionarios de marcas de gran importancia en el Ecuador.

## Fútbol

### Estadio Olímpico de Riobamba
El Estadio Olímpico de Riobamba es un estadio de fútbol de Ecuador. Está ubicado entre las Avdas. Carlos Zambrano y Unidad Nacional al norte de la ciudad de Riobamba, y allí juega como local  el  Centro Deportivo Olmedo, equipo de la Serie A del fútbol ecuatoriano. Su capacidad es para 20.000 espectadores. Fue el primer estadio profesional de fútbol construido en Ecuador.
Fue inaugurado el 14 de marzo de 1926 (anteriormente conocido como Primer Estadio Olímpico Municipal) 47 años después el Estadio Olímpico Municipal cambió de su nombre al actual Estadio Olímpico "Ciudad de Riobamba" que fue remodelado, reconstruida y reinaugurado el 10 de noviembre de 1973. Hasta el 10 de noviembre de 1973, el Estadio Olímpico Municipal fue de propiedad del Ilustre Municipio de Riobamba, fecha en la cual fue donado a la Federación Deportiva de Chimborazo a través de escritura pública suscrita por el Dr. Fernando Guerrero Guerrero, exalcalde de la ciudad y expresidente de la Matriz Deportiva Provincial Amateur, y por otra Celso Augusto Rodríguez, en calidad de Exvicepresidente de la Institución favorecida. 22 años después la nueva ampliación del Estadio Olímpico "Ciudad de Riobamba" fue remodelada, restaurada, reconstruida, ampliada y reinaugurada el 4 de agosto de 1995.
Este estadio fue una de las sedes del Campeonato Mundial Sub-17 Ecuador 1995, y se disputaron allí partidos entre Nigeria, Catar, Australia y España. También se jugaron algunos partidos del Sudamericano Sub-17 que se desarrolló en el país en el año 2011.
Otro escenario deportivo de importancia en la ciudad es el coliseo de deportes " Teodoro Gallegos Borja ", utilizado principalmente para la práctica del baloncesto y eventos artísticos inclusive. Existen muchos escenarios deportivos para distintas disciplinas repartidos por toda la ciudad.

## Ciudades hermanas
|                    | País    | Ciudad               | Distrito / Provincia / Estado |
| ------------------ | ------- | -------------------- | ----------------------------- |
| Bandera de Francia | Francia | Saint Amand Montrond | Departamento de Cher          |